# Phare de Kéréon
Kéréon est un phare qui s'élève sur le récif de Men Tensel (« pierre hargneuse » en breton) entre Ouessant et Molène sur le passage du Fromveur en mer d'Iroise.
Il a été inscrit monument historique par arrêté du 31 décembre 2015, puis classé au titre des monuments historiques le 20 avril 2017.

## Histoire
Construit de 1907 à 1916, il a été financé en partie par un don de 585 000 francs d'Amicie Lebaudy (à comparer à un coût total de construction de 941 000 francs). Il porte le nom de son grand-oncle, Charles-Marie Le Dall de Kéréon, officier de marine guillotiné sous la Terreur. Ce don a aussi permis d'en faire le dernier phare-monument : son intérieur est luxueux, avec de la mosaïque dans la cage d'escalier, du parquet en chêne orné d'une rose des vents marquetée en acajou et ébène, ainsi que des lambris en chêne de Hongrie.
Son feu est allumé pour la première fois en 1916. Il fonctionne au pétrole jusqu'en 1972, date de son électrification. Dès cette période, le feu s'allume en fonction de la luminosité, grâce à une cellule, et est alimenté par deux groupes électrogènes et une éolienne, mais les gardiens restent chargés de veiller à son bon fonctionnement et de l'entretenir.
Il est le dernier « enfer » (phare isolé en pleine mer) à être automatisé, le 29 janvier 2004, par la mise en place d'un télécontrôle depuis le phare du Créac'h. Depuis, ses planchers marquetés et ses lambris ne sont plus entretenus par les gardiens (il y eut un gardien jusqu'en 2004), mais il reste chauffé et déshumidifié entre les visites d'entretien qui ont lieu par beau temps.

Phare Kéréon - boiserie du vestibule 1914.
Phare Kéréon - boiseries des chambres 1914
Phare Kéréon - plafond de la salle d'honneur 1914
Phare Kéréon - plan de la citerne et vestibule 1914
Phare Kéréon - plan de la cuisine 1914
Phare Kéréon - plan de la porte d'entrée 1914
Phare Kéréon - plan de la salle d'honneur 1914

## Le phare dans les arts
En 2019, La Poste a émis un carnet de douze timbres à validité permanente intitulé « Repères de nos côtes » dans lequel figure le phare de Kéréon.

### Audiovisuel
- Il était un phare, documentaire de 52 min réalisé par Thierry Marchadier, produit par 1+1 Production en 2000. Avec notamment la vie des gardiens au phare de Kéréon.